# Шилутское староство
Шилутское староство (лит. seniūnija) — одно из 11 староств Шилутского района, Клайпедского уезда Литвы. Административный центр — город Шилуте.

## География
Расположено в западной части Литвы, в Нижненеманской низменности недалеко от побережья Куршского залива. 
Граничит с Руснеским и Кинтайским староствами на западе, Саугосским и Гардамским — на севере, Жемайчю-Науместским — на востоке, Юкнайчяйским — на юго-востоке и юге, а также со Славским районом Калининградской области России на юго-западе.
По территории староства протекают следующие реки: Русне, Лейте, Воричя, Атмата, Шиша, Рупкалве, Аукштумала, Памарукас, Йоварис, Упалис, Шустис, Грабупе. Бо́льшая часть южной части староства, находящаяся в пойме Русне (основной правый рукав Немана в дельте), довольно сильно заболочена, именно там расположены крупные болота: Рупкальвю и Меджоклес.

## Население
Шилутское староство включает в себя город Шилуте и 26 деревень.